# Patrick Scales
Patrick Scales (Garmisch-Partenkirchen, 24 maart 1965) is een Brits/Duitse jazzbassist en docent.

## Biografie
Op 12-jarige leeftijd nam Scales klassieke gitaarlessen bij Jeffrey Ashton. Op 14-jarige leeftijd speelde hij al concerten als bassist in clubs van het Amerikaanse leger in Garmisch-Partenkirchen en omgeving. Sinds 1994 is hij permanent lid van Klaus Doldingers Passport. Van 1996 tot 1999 was hij docent elektrische bas aan de University of Music and Performing Arts Mannheim. Tussen 1999 en 2008 was hij docent elektrische bas aan het Richard Strauss Conservatorium in München. Sinds 2008 geeft hij les aan de Universiteit voor Muziek en Theater in München. Samen met zijn broer Martin Scales (gitaar) bracht hij drie cd's uit onder zijn eigen naam. Hij is co-auteur van het leerboek A Rhythmic Concept for Funk/Fusion Bass (Advance Music). In het Wettersteingebirge maakte hij de eerste beklimmingen van verschillende routes. Scales woont sinds 1989 in München.

### Muzikanten met wie Scales samenwerkte (selectie)
Tijdens zijn muzikale carrière werkte hij onder meer met de volgende artiesten: Pee Wee Ellis, Fred Wesley, Chuck Loeb, Don Grusin, Terri Lyne Carrington, Randy Brecker, Johnny Griffin, Benny Bailey, Bob Mintzer, Claudio Roditi, Gunnar Geisse, Roy Ayers, Peter O'Mara, Joo Kraus, Sasha, Uwe Ochsenknecht, Joy Denalane, Max Herre, Max Mutzke, Helge Schneider, Peter Horton, Adrian Mears, Christian Lettner, Falk Willis, Johannes Enders en Biboul Darouiche.

## Discografie
Onder zijn eigen naam
- 1994: Scalesenders, This and More, GLM
- 1997: Scales Brothers, Our House, Enja Records
- 2000: Scales, Grounded, Blue Note Records

Met andere artiesten
- 1991: Brother Virus Happy Hour , Enja Records
- 1993: Coisa Nostra, Nao Eu Nao Sou Brasilero, JMP Records
- 1994: SPLASH, Just a Party, Nu Trax
- 1995: Peter Horton, Im Dezember des Jahrtausends
- 1995: Color Box, Forbidden Blue, BSC Music, met Randy Brecker
- 1996: Klaus Doldinger Passport, To Paradise, Warner Music Group
- 1996: Pee Wee Ellis, A New Shift, Minor Music, met Fred Wesley, Till Brönner
- 1997: Alison Welles, Expect Me, House Master Records, met Bob Mintzer, Dave Samuels
- 1997: Zappel Bude, Mood Records
- 1998: A-Strain, A-Strain, SBF Records
- 2000: Tatort, Die Songs, Warner Music Group, met Manfred Krug, Charles Brauer
- 2001: Dieter Reith, Manic -Organic, Mons Records
- 2001: Wolfgang Haffner, Urban Life, Skip, met Roy Ayers, Nils Landgren, Chuck Loeb
- 2001: Wolfgang Haffner, Music, Skip Records, met Till Brönner, Phil Upchurch, Chuck Loeb
- 2002: Enders Room, Monolith, Enja Records, met Rebekka Bakken, Wolfgang Muthspiel
- 2006: Joo Kraus & Basic Jazz Lounge, The Ride, Edel Records
- 2006: Klaus Doldinger Passport, Passport to Morocco, WEA Records
- 2007: YuMAG, Live im Kongress, Marangani Records
- 2008: Frank Monelli, Easy Life & Love, Sonoton featuring Joo Kraus
- 2008: Klaus Doldinger Passport, On Stage, Warner Music Group
- 2009: Acentric, O'Mara, Hornek, Scales, Lettner, Marangani Records
- 2010: Klaus Doldinger Passport, Back To Brazil, 2dvd - Set, Music Delight Productions GmbH
- 2011: Klaus Doldinger Passport, Inner Blue, Warner Music Group
- 2011: Klaus Doldinger Passport, Symphonic Project, Warner Music Group
- 2011: Pee Wee Ellis, Tenoration, Art Of Groove - MIG-Music
- 2013: Pee Wee Ellis The Spirit of Christmas Minor Music

- Gemeinsame Normdatei: 13537412X
- International Standard Name Identifier: 0000 0001 3254 9653
- Library of Congress Control Number: n2016030064
- MusicBrainz: ec9dfcd2-96ac-46c6-8e1a-f0b384226fcd
- Virtual International Authority File: 80142398
- WorldCat: E39PBJmXDYGYyJvHjDg4W68cT3